# Hime lolita
Hime Lolita is een substroming binnen de lolitasubcultuur. Het woord hime (姫) is Japans voor 'prinses'.
De stijl is meer koninklijk en elegant dan andere Lolita substijlen. Dit is te zien aan het type jurk en het gebruik van accessoires als kroontjes, parelkettingen en  kanten handschoenen.
Bij deze stijl wordt ook meer gebruikgemaakt van satijn. Satijn werd namelijk vroeger gedragen door rijke en hoogstaande personen.

## Uiterlijk

### Kledij
- Kleding en accessoires die weelde uitstralen.
- Invloeden van Hime Gyaru-stijl.
- Veel gebruik van roze en wit.
- Gebruik van prints (bv. rozen)
- Kledij is geïnspireerd op de Rococo-periode.
- Kledij is versierd met rouches, strikjes en kant.
- De lengte van de rok of jurk is knielengte.
- De petticoat mag een klokvorm of A-lijn vorm hebben.
- Kousen worden gebruikt. Vooral met kant.

### Accessoires
- Hoofdtooien zijn bijvoorbeeld kronen, tiara's en haarbanden met rozen.
- Sieraden zijn bedekt met onder andere parels.
- Kanten handschoenen.
- Handtassen zijn meestal niet te extravagant en hebben bijvoorbeeld strikjes of parels als versiering.

### Schoenen
- Schoenen hebben vaak hakken en zijn vaak versierd met roosjes of parels.

### Kapsel
Voorkomende kapsels
- Het traditioneel Hime-kapsel is een kapsel met rechte pony en korte stroken haar vooraan. Het langere haar loopt naar achter.
- Elegant, groot en getoupeerd haar. Een beetje zoals Peggy Bundy van Married... with Children.
- Elegant gegolfd en gekruld haar.

### Make-up
Make-up (bv. oogschaduw) mag licht of zwaar zijn.
- mascara met soms valse wimpers
- donkere eyeliner
- rode of roze blush
- lippenstift of lipgloss in een lichtroze kleurtje
- contactlenzen (bv. om bijvoorbeeld grote blauwe ogen te creëren)